# PEC Zwolle in het seizoen 2012/13 (mannen)
Het seizoen 2012/2013 was het 102e jaar in het bestaan van de Zwolse voetbalclub PEC Zwolle. Nadat de club in het voorgaande jaar kampioen werd in de Eerste Divisie, kwam het toen uit in de Eredivisie. Ook nam de club deel aan het toernooi om de KNVB beker.

## Naamswijziging
Op 14 april 2012 werd bekendgemaakt dat de club vanaf 1 juli 2012 weer gaat spelen onder de naam PEC Zwolle. De clubkleuren bleven blauw-wit. De club heeft van 1910 tot 1990 onder eenzelfde naam gespeeld, door het faillissement in 1990 is FC Zwolle ontstaan. De naam is hierbij weer teruggedraaid. De clubkleuren blijven hetzelfde.

## Wedstrijdstatistieken

### Oefenduels
| Datum + plaats              | Wedstrijd                         | Uitslag        | Scoreverloop |
| --------------------------- | --------------------------------- | -------------- | --- |
| 5 juli 2012 Ommen           | OVC '21 (ama) – PEC Zwolle        | 0 – 13 (0 – 5) | 25' Fred Benson 0–1, 31' Mimoun Eloisghiri 0–2, 35' Fred Benson 0–3, 36' Bart van Hintum 0–4, 38' Sherwin Grot 0–5, 55' Mike Koenders 0–6, 57' Frank Wiafe Danquah 0–7, 60' Mustafa Saymak 0–8, 78' Frank Wiafe Danquah 0–9, 80' Mustafa Saymak 0–10, 81' Mimoun Eloisghiri 0–11, 85' Mustafa Saymak 0–12, 88' Christiaan Cicek 0–13 |
| 7 juli 2012 Hasselt         | VV Olympia '28 (ama) – PEC Zwolle | 0 – 7 (0 – 3)  | 4' Jesper Drost 0–1, 25' Fred Benson 0–2, 44' Wiljan Pluim 0–3, 53' Jesper Drost 0–4, 76' Bram van Polen 0–5, 79' Mustafa Saymak 0–6, 84' Joey van den Berg 0–7 |
| 10 juli 2012 Heino          | VV Heino (ama) – PEC Zwolle       | 1 – 3 (0 – 0)  | 69' Mimoun Eloisghiri 0–1, 71' Mimoun Eloisghiri 0–2, 79' Bas Jansen 1–2, 89' Christiaan Cicek 1–3 |
| 12 juli 2012 Zwolle         | VV SVI (ama) – PEC Zwolle         | 1 – 8 (0 – 3)  | 10' Fred Benson 0–1, 17' Fred Benson 0–2, 34' Mimoun Eloisghiri 0–3, 46' Jesper van Dijk 1–3, 50' Christiaan Cicek 1–4, 61' Fred Benson 1–5, 65' Giovanni Gravenbeek 1–6, 77' Jordy Hendriks (e.d.) 1–7, 83' Mike Koenders 1–8 |
| 14 juli 2012 Rijssen        | Excelsior '31 (ama) – PEC Zwolle  | 0 – 0 (0 – 0)  | – |
| 18 juli 2012 Arnhem         | PAOK Saloniki – PEC Zwolle        | 4 – 1 (3 – 0)  | 25' Bertrand Robert 1–0, 36' Apostolos Giannou 2–0, 44' Dorvalino Alves Maciel 3–0, 47' Stefanos Athanasiadis 4–0, 67' Ibrahim Ikililou 4–1 |
| 20 juli 2012 Garderen       | N.E.C. – PEC Zwolle               | 1 – 1 (0 – 0)  | 58' Ryan Koolwijk 1–0, 69' Bart van Hintum 1–1 |
| 24 juli 2012 St. Willebrord | NAC Breda – PEC Zwolle            | 1 – 0 (0 – 0)  | 69' Norichio Nieveld (e.d.) 1–0 |
| 27 juli 2012 Hattem         | PEC Zwolle – Almere City FC       | 0 – 1 (0 – 0)  | 63' Charles Dissels 0–1 |
| 29 juli 2012 Lotte          | Sportfreunde Lotte – PEC Zwolle   | 3 – 1 (2 – 0)  | 9' Grieneisen 1–0, 40' Shapourzadeh 2–0, '76 Wiljan Pluim 2–1, '80 Engelmann 3–1 |
| 31 juli 2012 Lippstadt      | SV Lippstadt 08 – PEC Zwolle      | 1 – 1 (0 – 1)  | 44' Bram van Polen 0–1, 80' Björn Traufetter 1–1 |
| 3 augustus 2012 Zwolle      | PEC Zwolle – Lommel United        | 2 – 1 (1 – 1)  | 27' Furdjel Narsingh 1–0, 28' Wouter Scheelen 1–1, 50' Fred Benson 2–1 |
| 12 oktober 2012 Zwolle      | PEC Zwolle – De Graafschap        | 1 – 1 (1 – 1)  | 3' Harrie Gommans 0–1, 24' Mustafa Saymak 1–1 |
| 14 november 2012 Zwolle     | PEC Zwolle – Nederland –19        | 2 – 1 (1 – 0)  | 20' Denni Avdić 1–0, 65' Queensy Menig 1–1, 80' Christiaan Cicek 2–1 |
|                             |                                   |                | |
| 8 januari 2013 Belek        | PEC Zwolle – Karabükspor          | 2 – 1 (0 – 1)  | 45' Anıl Karaer 0–1, 57' Akeem Agbetu 1–1, 74' Arne Slot 2–1 |
| 11 januari 2013 Belek       | PEC Zwolle – Werder Bremen        | 2 – 2 (1 – 0)  | 11' Youness Mokhtar 1–0, 55' Mehmet Ekici 1–1, 69' Johannes Wurtz 1–2, 74' Wiljan Pluim 2–2 |
| 22 maart 2013 Zwolle        | PEC Zwolle - SC Veendam           | 1 – 0 (1 – 0)  | 7' Mateusz Klich 1–0 |
| 14 mei 2013 Zeewolde        | VV Zeewolde (ama) – PEC Zwolle    | 0 – 9 (0 – 2)  | 10' Jesper Drost 0–1, 34' Fred Benson 0–2, 47' Giovanni Gravenbeek 0–3, 70' Giovanni Gravenbeek 0–4, 79' Diederik Boer 0–5, 80' Mustafa Saymak 0–6, 83' Diederik Boer 0–7, 88' Jesper Drost 0–8, 89' Darryl Lachman 0–9 |

### Eredivisie
| 1e speelronde | Roda JC Kerkrade                                                       | 1 - 1 (0 - 1) | PEC Zwolle                                                                        | Opstelling PEC Zwolle: |
| 11 augustus 2012 Aanvangstijd: 19:45 uur Plaats: Kerkrade Parkstad Limburg Stadion Toeschouwers: 11.855. Scheidsrechter: Dennis Higler  | Sanharib Malki Sabah 58'                                               |               | 7' Joost Broerse                                                                  | Ter Wielen, Van Polen, Van den Berg, Lachman, Van Hintum, Gravenbeek (71' Drost), Achenteh, Broerse, Pluim, Narsingh, Benson (71' Reniers) Lachman (53'), Pluim (85'), Van Hintum (90')                            |
| 2e speelronde | PEC Zwolle                                                             | 0 - 1 (0 - 0) | Vitesse                                                                           | Opstelling PEC Zwolle: |
| 18 augustus 2012 Aanvangstijd: 19:45 uur Plaats: Zwolle IJsseldeltastadion Toeschouwers: 9.820 Scheidsrechter: Pol van Boekel           |                                                                        |               | 63' Renato Ibarra                                                                 | Ter Wielen, Van Polen, Van den Berg, Lachman, Van Hintum, Narsingh, Achenteh (82' Reniers), Broerse (82' Drost), Pluim, Gravenbeek, Benson (61' Saymak) Lachman (79'), Achenteh (80')                              |
| 3e speelronde | FC Utrecht                                                             | 1 - 1 (1 - 0) | PEC Zwolle                                                                        | Opstelling PEC Zwolle: |
| 25 augustus 2012 Aanvangstijd: 18:45 uur Plaats: Utrecht Stadion Galgenwaard Toeschouwers: 15.147 Scheidsrechter: Maarten Ketting       | Edouard Duplan 45'                                                     |               | 83' Darryl Lachman                                                                | Ter Wielen, Van Polen, Van den Berg, Lachman, Van Hintum, Narsingh (73' Saymak), Achenteh, Broerse, Pluim, Reniers (54' Mokhtar), Benson (73' Drost) Lachman (31'), Van Polen (79'), Broerse (80')                 |
| 4e speelronde | PEC Zwolle                                                             | 0 - 4 (0 - 2) | N.E.C.                                                                            | Opstelling PEC Zwolle: |
| 1 september 2012 Aanvangstijd: 19:45 uur Plaats: Zwolle IJsseldeltastadion Toeschouwers: 9.678 Scheidsrechter: Danny Makkelie           |                                                                        |               | 18' (pen) Ryan Koolwijk 31' (pen) Ryan Koolwijk 56' Evander Sno 61' Melvin Platje | Ter Wielen, Van Polen, Van den Berg, Lachman, Van Hintum, Narsingh (74' Nieveld), Achenteh (46' Avdić), Broerse, Pluim, Mokhtar, Benson (31' Wintjens) Ter Wielen (29') Van den Berg (17', 54')                    |
| 5e speelronde | Feyenoord                                                              | 2 - 0 (0 - 0) | PEC Zwolle                                                                        | Opstelling PEC Zwolle: |
| 15 september 2012 Aanvangstijd: 20:45 uur Plaats: Rotterdam Stadion Feijenoord Toeschouwers: 45.000 Scheidsrechter: Reinold Wiedemeijer | Joost Broerse (e.d.) 46' Lex Immers (pen) 73'                          |               |                                                                                   | Wintjens, Van Polen, Aafjes, Lachman, Van Hintum, Gravenbeek (63' Narsingh), Achenteh, Broerse, Pluim (76' Benson), Mokhtar (76' Drost), Avdić Pluim (16'), Aafjes (72')                                           |
| 6e speelronde | PEC Zwolle                                                             | 1 - 2 (1 - 0) | FC Groningen                                                                      | Opstelling PEC Zwolle: |
| 22 september 2012 Aanvangstijd: 18:45 uur Plaats: Zwolle IJsseldeltastadion Toeschouwers: 9.835 Scheidsrechter: Pieter Vink             | 22' Youness Mokhtar 22'                                                |               | 84' Género Zeefuik 88' Michael de Leeuw                                           | Ter Wielen, Van Polen, Van den Berg (46' Aafjes), Lachman, Van Hintum, Gravenbeek (79' Drost), Achenteh, Broerse, Pluim (61' Narsingh), Mokhtar, Avdić Lachman (56')                                               |
| 7e speelronde | Willem II                                                              | 0 - 1 (0 - 0) | PEC Zwolle                                                                        | Opstelling PEC Zwolle: |
| 30 september 2012 Aanvangstijd: 14:30 uur Plaats: Tilburg Koning Willem II Stadion Toeschouwers: 11.300 Scheidsrechter: Ruud Bossen     |                                                                        |               | 47' Bart van Hintum                                                               | Wintjens, Van Polen, Aafjes, Lachman, Van Hintum, Gravenbeek, Achenteh (90' Nieveld), Broerse, Pluim (69' Narsingh), Mokhtar (81' Saymak), Benson Van Hintum (22'), Saymak (90')                                   |
| 8e speelronde | PEC Zwolle                                                             | 0 - 3 (0 - 1) | Heracles Almelo                                                                   | Opstelling PEC Zwolle: |
| 6 oktober 2012 Aanvangstijd: 19:45 uur Plaats: Zwolle IJsseldeltastadion Toeschouwers: 11.200 Scheidsrechter: Dennis Higler             |                                                                        |               | 14' Samuel Armenteros 68' Ninos Gouriye 81' Ninos Gouriye                         | Wintjens, Van Polen, Aafjes, Lachman, Van Hintum, Gravenbeek, Achenteh, Broerse (46' Narsingh), Pluim (78' Reniers), Mokhtar (69' Drost), Benson Achenteh (24')                                                    |
| 9e speelronde | RKC Waalwijk                                                           | 1 - 2 (0 - 1) | PEC Zwolle                                                                        | Opstelling PEC Zwolle: |
| 21 oktober 2012 Aanvangstijd: 16:30 uur Plaats: Waalwijk Mandemakers Stadion Toeschouwers: 7.028 Scheidsrechter: Jochem Kamphuis        | Teddy Chevalier 88'                                                    |               | 5' Fred Benson 62' Ronnie Reniers                                                 | Boer, Van Polen, Van den Berg, Lachman, Achenteh, Gravenbeek, Pluim, Broerse, Reniers (75' Avdić), Benson (84' Drost), Mokhtar (90' Aafjes) Gravenbeek (53'), Van den Berg (89'), Aafjes (90')                     |
| 10e speelronde | PEC Zwolle                                                             | 1 - 2 (0 - 0) | PSV                                                                               | Opstelling PEC Zwolle: |
| 28 oktober 2012 Aanvangstijd: 14:30 uur Plaats: Zwolle IJsseldeltastadion Toeschouwers: 11.324 Scheidsrechter: Ed Janssen               | Joey van den Berg 54'                                                  |               | 75' Timothy Derijck 79' Joey van den Berg (e.d.)                                  | Boer, Van Polen, Aafjes (81' Nieveld), Lachman, Achenteh, Gravenbeek, Van den Berg, Pluim, Broerse (80' Drost), Benson, Mokhtar (60' Reniers) Van Polen (68'), Aafjes (78'), Benson (87'), Boer (90')              |
| 11e speelronde | sc Heerenveen                                                          | 2 - 1 (1 - 0) | PEC Zwolle                                                                        | Opstelling PEC Zwolle: |
| 4 november 2012 Aanvangstijd: 14:30 uur Plaats: Heerenveen Abe Lenstra Stadion Toeschouwers: 25.100 Scheidsrechter: Luc Wouters         | Alfreð Finnbogason 36' Daniël de Ridder 71'                            |               | 87' (pen) Joey van den Berg                                                       | Boer, Van Polen, Van den Berg, Lachman, Achenteh, Drost, Pluim (85' Nieveld), Broerse (61' Saymak), Reniers, Benson, Mokhtar (72' Eloisghiri) Van den Berg (13')                                                   |
| 12e speelronde | PEC Zwolle                                                             | 2 - 4 (0 - 2) | Ajax                                                                              | Opstelling PEC Zwolle: |
| 11 november 2012 Aanvangstijd: 14:30 uur Plaats: Zwolle IJsseldeltastadion Toeschouwers: 11.324 Scheidsrechter: Dennis Higler           | Denni Avdić 81' Jesper Drost 83'                                       |               | 12' Toby Alderweireld 32' Viktor Fischer 48' Viktor Fischer 76' Siem de Jong      | Boer, Van Polen, Aafjes (46' Avdić), Lachman, Achenteh, Van den Berg, Pluim, Broerse (84' Saymak), Gravenbeek (46' Drost), Benson, Mokhtar Mokhtar (66')                                                           |
| 13e speelronde | PEC Zwolle                                                             | 2 - 0 (0 - 0) | NAC Breda                                                                         | Opstelling PEC Zwolle: |
| 17 november 2012 Aanvangstijd: 19:45 uur Plaats: Zwolle IJsseldeltastadion Toeschouwers: 10.350 Scheidsrechter: Björn Kuipers           | Ronnie Reniers 69' Denni Avdić 79'                                     |               |                                                                                   | Boer, Van Polen, Van den Berg, Lachman, Achenteh, Drost, Pluim, Broerse (46' Reniers), Benson (69' Saymak), Avdić, Mokhtar                                                                                         |
| 14e speelronde | FC Twente                                                              | 2 - 2 (0 - 0) | PEC Zwolle                                                                        | Opstelling PEC Zwolle: |
| 25 november 2012 Aanvangstijd: 16:30 uur Plaats: Enschede De Grolsch Veste Toeschouwers: 29.500 Scheidsrechter: Richard Liesveld        | Dušan Tadić (pen) 48' Luc Castaignos 90'                               |               | 55' Denni Avdić 88' Joey van den Berg                                             | Boer, Van Polen, Van den Berg, Lachman, Achenteh, Drost, Pluim, Broerse, Benson (46' Reniers), Avdić, Mokhtar (77' Saymak) Boer (43'), Broerse (76'), Van Polen (90')                                              |
| 15e speelronde | PEC Zwolle                                                             | 0 - 0         | VVV-Venlo                                                                         | Opstelling PEC Zwolle: |
| 30 november 2012 Aanvangstijd: 20:00 uur Plaats: Zwolle IJsseldeltastadion Toeschouwers: 10.979 Scheidsrechter: Bas Nijhuis             |                                                                        |               |                                                                                   | Boer, Van Polen, Aafjes, Lachman, Achenteh, Drost (73' Slot), Pluim, Broerse, Reniers (73' Benson), Avdić, Mokhtar Van Polen (45')                                                                                 |
| 16e speelronde | ADO Den Haag                                                           | 1 - 1 (0 - 1) | PEC Zwolle                                                                        | Opstelling PEC Zwolle: |
| 8 december 2012 Aanvangstijd: 19:45 uur Plaats: Den Haag Kyocera Stadion Toeschouwers: 9.134 Scheidsrechter: Tom van Sichem             | Jens Toornstra 65'                                                     |               | 24' Rochdi Achenteh                                                               | Boer, Van Polen, Van den Berg, Lachman, Achenteh, Benson, Broerse, Drost, Pluim, Saymak (60' Mokhtar), Avdić (74' Slot) Van Polen (11'), Lachman (48'), Pluim (53')                                                |
| 17e speelronde | PEC Zwolle                                                             | 1 - 2 (0 - 2) | AZ                                                                                | Opstelling PEC Zwolle: |
| 15 december 2012 Aanvangstijd: 18:45 uur Plaats: Zwolle IJsseldeltastadion Toeschouwers: 11.061 Scheidsrechter: Jochem Kamphuis         | Denni Avdić 56'                                                        |               | 2' Jozy Altidore 33' Jozy Altidore                                                | Boer, Olijve (69' Talu), Aafjes, Van den Berg, Achenteh, Benson (79' Saymak), Drost, Broerse (46' Slot), Pluim, Avdić, Mokhtar Aafjes (90') Van den Berg (77')                                                     |
| 18e speelronde | Heracles Almelo                                                        | 1 - 1 (1 - 1) | PEC Zwolle                                                                        | Opstelling PEC Zwolle: |
| 22 december 2012 Aanvangstijd: 19:45 uur Plaats: Almelo Polman Stadion Toeschouwers: 8.442 Scheidsrechter: Pol van Boekel               | Samuel Armenteros 15'                                                  |               | 27' Youness Mokhtar                                                               | Boer, Van Polen, Van den Berg, Lachman, Achenteh, Drost, Broerse, Pluim, Slot (73' Saymak), Mokhtar, Benson Benson (23'), Saymak (83')                                                                             |
| 19e speelronde | PSV                                                                    | 1 - 3 (1 - 1) | PEC Zwolle                                                                        | Opstelling PEC Zwolle: |
| 18 januari 2013 Aanvangstijd: 20:00 uur Plaats: Eindhoven Philips Stadion Toeschouwers: 33.000 Scheidsrechter: Dennis Higler            | Tim Matavz 42'                                                         |               | 25' Fred Benson 54' Fred Benson 63' Wiljan Pluim                                  | Boer, Van Polen, Broerse, Lachman, Achenteh, Gravenbeek (77' Slot), Drost, Van den Berg, Mokhtar, Benson, Pluim Broerse (43'), Mokhtar (76'), Boer (79')                                                           |
| 20e speelronde | PEC Zwolle                                                             | 1 - 1 (0 - 0) | sc Heerenveen                                                                     | Opstelling PEC Zwolle: |
| 26 januari 2013 Aanvangstijd: 18:45 uur Plaats: Zwolle IJsseldeltastadion Toeschouwers: 10.937 Scheidsrechter: Jeroen Sanders           | Denni Avdić 84'                                                        |               | 46' Alfreð Finnbogason                                                            | Boer, Van Polen, Broerse, Lachman, Achenteh, Gravenbeek (64' Narsingh), Benson (65' Slot), Drost (77' Avdić), Van den Berg, Mokhtar, Pluim Drost (9'), Van den Berg (33')                                          |
| 21e speelronde | NAC Breda                                                              | 3 - 0 (1 - 0) | PEC Zwolle                                                                        | Opstelling PEC Zwolle: |
| 2 februari 2013 Aanvangstijd: 19:45 uur Plaats: Breda Rat Verlegh Stadion Toeschouwers: 17.500 Scheidsrechter: Reinold Wiedemeijer      | Jordy Buijs (pen) 40' Nemanja Gudelj 46' Anouar Hadouir 68'            |               |                                                                                   | Boer, Van Polen, Broerse, Lachman, Achenteh, Benson, Drost, Pluim, Slot (64' Narsingh), Mokhtar (45' Van Hintum), Avdić (78' Gravenbeek) Van Hintum (45') Broerse (40')                                            |
| 22e speelronde | PEC Zwolle                                                             | 1 - 1 (0 - 1) | FC Twente                                                                         | Opstelling PEC Zwolle: |
| 10 februari 2013 Aanvangstijd: 16:30 uur Plaats: Zwolle IJsseldeltastadion Toeschouwers: 11.041 Scheidsrechter: Tom van Sichem          | Denni Avdić (pen) 81'                                                  |               | 11' Dušan Tadić                                                                   | Boer, Van Polen, Broerse, Lachman, Achenteh, Gravenbeek (64' Narsingh), Benson (73' Slot), Drost (46' Klich), Pluim, Mokhtar, Avdić                                                                                |
| 23e speelronde | PEC Zwolle                                                             | 3 - 2 (2 - 2) | Feyenoord                                                                         | Opstelling PEC Zwolle: |
| 17 februari 2013 Aanvangstijd: 14:30 uur Plaats: Zwolle IJsseldeltastadion Toeschouwers: 11.324 Scheidsrechter: Eric Braamhaar          | Graziano Pellè (e.d.) 2' Darryl Lachman 6' Denni Avdić 76'             |               | 33' Graziano Pellè 34' Graziano Pellè                                             | Boer, Van Polen, Broerse, Lachman, Achenteh, Klich, Drost (46' Narsingh), Pluim, Slot (77' Gravenbeek), Mokhtar (82' Valpoort), Avdić                                                                              |
| 24e speelronde | FC Groningen                                                           | 1 - 0 (0 - 0) | PEC Zwolle                                                                        | Opstelling PEC Zwolle: |
| 23 februari 2013 Aanvangstijd: 19:45 uur Plaats: Groningen Euroborg Toeschouwers: 20.817 Scheidsrechter: Ed Janssen                     | Michael de Leeuw 90'                                                   |               |                                                                                   | Boer, Van Polen, Broerse, Lachman, Achenteh, Gravenbeek (58' Narsingh), Benson, Klich, Pluim, Mokhtar (69' Slot), Avdić (90' Drost)                                                                                |
| 25e speelronde | PEC Zwolle                                                             | 2 - 0 (0 - 0) | Willem II                                                                         | Opstelling PEC Zwolle: |
| 2 maart 2013 Aanvangstijd: 19:45 uur Plaats: Zwolle IJsseldeltastadion Toeschouwers: 10.220 Scheidsrechter: Pieter Vink                 | Arsenio Valpoort 57' Mateusz Klich 60'                                 |               |                                                                                   | Boer, Van Polen, Broerse, Lachman, Achenteh, Valpoort, Klich, Pluim, Slot (37' Drost), Mokhtar, Avdić (77' Benson)                                                                                                 |
| 26e speelronde | Ajax                                                                   | 3 - 0 (2 - 0) | PEC Zwolle                                                                        | Opstelling PEC Zwolle: |
| 10 maart 2013 Aanvangstijd: 14:30 uur Plaats: Amsterdam Amsterdam ArenA Toeschouwers: 51.650 Scheidsrechter: Tom van Sichem             | Kolbeinn Sigþórsson 19' Siem de Jong 26' Derk Boerrigter 80'           |               |                                                                                   | Boer, Van Polen, Broerse (67' Van der Werff), Lachman, Achenteh, Gravenbeek, Benson (58' Valpoort), Klich (84' Saymak), Pluim, Mokhtar, Avdić                                                                      |
| 27e speelronde | PEC Zwolle                                                             | 3 - 2 (2 - 2) | Roda JC Kerkrade                                                                  | Opstelling PEC Zwolle: |
| 15 maart 2013 Aanvangstijd: 20:00 uur Plaats: Zwolle IJsseldeltastadion Toeschouwers: 10.500 Scheidsrechter: Bas Nijhuis                | Bart van Hintum 10' Youness Mokhtar 32' Denni Avdić 73'                |               | 6' Sanharib Malki Sabah 35' Bart Biemans                                          | Boer, Van Polen, Broerse, Lachman, Van Hintum, Valpoort (86' Van der Werff), Gravenbeek (90' Reniers), Klich, Pluim, Mokhtar, Avdić (90' Benson)                                                                   |
| 28e speelronde | Vitesse                                                                | 2 - 1 (2 - 0) | PEC Zwolle                                                                        | Opstelling PEC Zwolle: |
| 31 maart 2013 Aanvangstijd: 14:30 uur Plaats: Arnhem GelreDome Toeschouwers: 18.516 Scheidsrechter: Johan Verbist                       | Wilfried Bony 9' Mike Havenaar 35'                                     |               | 78' Arsenio Valpoort                                                              | Boer, Van Polen, Broerse (77' Reniers), Lachman, Achenteh, Valpoort, Gravenbeek (46' Saymak), Klich, Pluim, Mokhtar, Avdić (46' Benson) Valpoort (15'), Pluim (34'), Van Polen (47'), Broerse (57'), Lachman (90') |
| 29e speelronde | PEC Zwolle                                                             | 1 - 1 (1 - 1) | RKC Waalwijk                                                                      | Opstelling PEC Zwolle: |
| 6 april 2013 Aanvangstijd: 19:45 uur Plaats: Zwolle IJsseldeltastadion Toeschouwers: 11.324 Scheidsrechter: Björn Kuipers               | Youness Mokhtar 21'                                                    |               | 7' Florian Jozefzoon                                                              | Boer, Van Polen, Broerse, Lachman, Achenteh, Valpoort (64' Saymak), Gravenbeek (82' Benson), Klich, Pluim, Mokhtar, Avdić Broerse (79')                                                                            |
| 30e speelronde | VVV-Venlo                                                              | 0 - 2 (0 - 1) | PEC Zwolle                                                                        | Opstelling PEC Zwolle: |
| 12 april 2013 Aanvangstijd: 20:00 uur Plaats: Venlo Seacon Stadion - De Koel - Toeschouwers: 7.100 Scheidsrechter: Reinold Wiedemeijer  |                                                                        |               | 13' Fred Benson 63' Fred Benson                                                   | Boer, Van Polen, Lachman, Van der Werff, Achenteh, Gravenbeek (72' Valpoort), Klich, Pluim, Saymak (79' Drost), Mokhtar, Benson (90' Avdić)                                                                        |
| 31e speelronde | N.E.C.                                                                 | 1 - 3 (0 - 2) | PEC Zwolle                                                                        | Opstelling PEC Zwolle: |
| 21 april 2013 Aanvangstijd: 14:30 uur Plaats: Nijmegen Goffertstadion Toeschouwers: 11.600 Scheidsrechter: Danny Makkelie               | Leroy George 49'                                                       |               | 18' Youness Mokhtar 23' Fred Benson 85' Mateusz Klich                             | Boer (57' Wintjens), Van Polen, Broerse, Lachman, Achenteh, Gravenbeek (62' Van der Werff), Klich, Pluim, Saymak (89' Avdić), Mokhtar, Benson Mokhtar (82')                                                        |
| 32e speelronde | PEC Zwolle                                                             | 1 - 2 (1 - 1) | FC Utrecht                                                                        | Opstelling PEC Zwolle: |
| 28 april 2013 Aanvangstijd: 14:30 uur Plaats: Zwolle IJsseldeltastadion Toeschouwers: 11.324 Scheidsrechter: Dennis Higler              | Joost Broerse 18'                                                      |               | 2' Nana Asare 55' Elroy Pappot                                                    | Boer, Van Polen, Broerse, Lachman, Achenteh (72' Van Hintum), Benson, Klich, Pluim, Saymak (72' Valpoort), Mokhtar, Avdić (24' Gravenbeek)                                                                         |
| 33e speelronde | AZ                                                                     | 4 - 0 (2 - 0) | PEC Zwolle                                                                        | Opstelling PEC Zwolle: |
| 5 mei 2013 Aanvangstijd: 12:30 uur Plaats: Alkmaar AFAS Stadion Toeschouwers: 16.567 Scheidsrechter: Jan Wegereef                       | Viktor Elm 20' Roy Beerens 39' Aron Jóhannsson 62' Adam Maher 77'      |               |                                                                                   | Boer, Van Polen, Broerse, Lachman, Van Hintum, Gravenbeek (69' Drost), Achenteh (70' Van der Werff), Klich, Pluim, Mokhtar (84' Valpoort), Benson Achenteh (44'), Benson (52')                                     |
| 34e speelronde | PEC Zwolle                                                             | 4 - 2 (1 - 0) | ADO Den Haag                                                                      | Opstelling PEC Zwolle: |
| 12 mei 2013 Aanvangstijd: 14:30 uur Plaats: Zwolle IJsseldeltastadion Toeschouwers: 11.066 Scheidsrechter: Pieter Vink                  | Fred Benson 19' Fred Benson 55' Mustafa Saymak 67' Youness Mokhtar 86' |               | 65' Santi Kolk 85' Rydell Poepon                                                  | Boer, Van Polen, Broerse (74' Van der Werff), Lachman, Achenteh, Saymak, Drost, Klich (84' Gravenbeek), Pluim, Mokhtar, Benson (89' Slot) Lachman (33'), Mokhtar (56')                                             |

### KNVB Beker
| 2e ronde | Roda JC Kerkrade                               | 0 – 1 n.v.                | PEC Zwolle                                                                    | Opstelling PEC Zwolle: |
| 25 september 2012 Aanvangstijd: 20:45 uur Plaats: Kerkrade Parkstad Limburg Stadion Toeschouwers: 4.947 Scheidsrechter: Kevin Blom |                                                |                           | 109' Fred Benson                                                              | Wintjens, Van Polen, Aafjes, Lachman, Van Hintum (106' Saymak), Gravenbeek, Pluim, Achenteh, Mokhtar, Benson, Avdić (26' Reniers, 99' Narsingh) Aafjes (54')      |
| 3e ronde | RKC Waalwijk                                   | 2 – 4 (2 – 1)             | PEC Zwolle                                                                    | Opstelling PEC Zwolle: |
| 31 oktober 2012 Aanvangstijd: 20:45 uur Plaats: Waalwijk Mandemakers Stadion Toeschouwers: 2.348 Scheidsrechter: Jeroen Sanders    | Teddy Chevalier 8' Mart Lieder 30'             |                           | 9' Youness Mokhtar 49' Ronnie Reniers 62' Youness Mokhtar 72' Rochdi Achenteh | Boer, Van Polen, Van den Berg, Lachman, Achenteh, Drost, Pluim, Broerse, Reniers (87' Hiwat), Benson, Mokhtar (84' Saymak) Drost (45'), Reniers (63')             |
| Achtste finale | Go Ahead Eagles                                | 2 – 3 (1 – 1, 0 – 0) n.v. | PEC Zwolle                                                                    | Opstelling PEC Zwolle: |
| 19 december 2012 Aanvangstijd: 19:45 uur Plaats: Deventer De Adelaarshorst Toeschouwers: 6.023 Scheidsrechter: Kevin Blom          | Xander Houtkoop 62' Cas Peters 97'             |                           | 55' Youness Mokhtar 96' Fred Benson 118' Fred Benson                          | Boer, Van Polen, Broerse, Lachman, Achenteh, Drost, Pluim, Slot (82' Saymak), Benson, Avdić (46' Olijve), Mokhtar (120' Aafjes) Achenteh (53')                    |
| Kwart finale | PEC Zwolle                                     | 3 – 2 (2 – 1)             | Heracles Almelo                                                               | Opstelling PEC Zwolle: |
| 30 januari 2013 Aanvangstijd: 18:45 uur Plaats: Zwolle IJsseldeltastadion Toeschouwers: 7.100 Scheidsrechter: Ruud Bossen          | Arne Slot 16' Fred Benson 44' Jesper Drost 58' |                           | 9' Marko Vejinović 65' Everton Ramos da Silva                                 | Boer, Van Polen, Broerse, Lachman, Achenteh, Gravenbeek (79' Saymak), Benson (67' Avdić), Drost, Slot (68' Narsingh), Mokhtar, Pluim Broerse (87'), Mokhtar (89') |
| Halve finale | PEC Zwolle                                     | 0 – 3 (0 – 2)             | PSV                                                                           | Opstelling PEC Zwolle: |
| 27 februari 2013 Aanvangstijd: 18:45 uur Plaats: Zwolle IJsseldeltastadion Toeschouwers: 11.324 Scheidsrechter: Ruud Bossen        |                                                |                           | 16' Jürgen Locadia 34' Jürgen Locadia 85' Jürgen Locadia                      | Boer, Van Polen, Broerse (46' Van Hintum), Lachman, Achenteh, Gravenbeek (46' Benson), Klich, Pluim, Slot (70' Narsingh), Mokhtar, Avdić Van Polen (56')          |

## Selectie en technische staf

### Selectie 2012/13
| Nr.           | Nat.               | Naam                   | Competitie | Competitie | Beker      | Beker      | Play-offs  | Play-offs  | Totaal     | Totaal     | Contract   | Seizoen    | Vorige club         | Debuut            |
| Nr.           | Nat.               | Naam                   | W          |            | W          |            | W          |            | W          |            | Contract   | Seizoen    | Vorige club         | Debuut            |
| Doelmannen    | Doelmannen         | Doelmannen             | Doelmannen | Doelmannen | Doelmannen | Doelmannen | Doelmannen | Doelmannen | Doelmannen | Doelmannen | Doelmannen | Doelmannen | Doelmannen          | Doelmannen        |
| ------------- | ------------------ | ---------------------- | ---------- | ---------- | ---------- | ---------- | ---------- | ---------- | ---------- | ---------- | ---------- | ---------- | ------------------- | ----------------- |
| 1             | Vlag van Nederland | Diederik Boer          | 26         | 0          | 4          | 0          | 0          | 0          | 30         | 0          | 2014       | 12e        | Jeugd               | 8 maart 2003      |
| 21            | Vlag van Nederland | Leon ter Wielen        | 5          | 0          | 0          | 0          | 0          | 0          | 5          | 0          | 2014       | 3e         | BV Veendam          | 18 april 2011     |
| 35            | Vlag van Nederland | Rodney Geerlinks       | 0          | 0          | 0          | 0          | 0          | 0          | 0          | 0          | Amateur    | 1e         | Jeugd               | —                 |
| 33            | Vlag van Nederland | Danny Wintjens         | 5          | 0          | 1          | 0          | 0          | 0          | 6          | 0          | 2013       | 1e         | Fortuna Sittard     | 1 september 2012  |
| Verdedigers   |                    |                        |            |            |            |            |            |            |            |            |            |            |                     |                   |
| 30            | Vlag van Nederland | Gerard Aafjes          | 9          | 0          | 2          | 0          | 0          | 0          | 11         | 0          | 2014       | 2e         | MVV Maastricht      | 5 augustus 2011   |
| 14            | Vlag van Nederland | Joost Broerse          | 33         | 2          | 4          | 0          | 0          | 0          | 38         | 2          | 2014       | 1e         | Excelsior           | 11 augustus 2012  |
| 28            | Vlag van Nederland | Haico Epe              | 0          | 0          | 0          | 0          | 0          | 0          | 0          | 0          | Amateur    | 1e         | Jeugd               | —                 |
| 12            | Vlag van Nederland | Giovanni Gravenbeek    | 24         | 0          | 3          | 0          | 0          | 0          | 27         | 0          | 2014       | 1e         | Willem II           | 11 augustus 2012  |
| 5             | Vlag van Nederland | Bart van Hintum        | 13         | 2          | 2          | 0          | 0          | 0          | 15         | 2          | 2014       | 2e         | FC Dordrecht        | 19 augustus 2011  |
| 27            | Vlag van Duitsland | Mike Koenders          | 0          | 0          | 0          | 0          | 0          | 0          | 0          | 0          | 2014       | 1e         | FC Emmen            | —                 |
| 3             | Vlag van Nederland | Darryl Lachman         | 33         | 2          | 5          | 0          | 0          | 0          | 38         | 2          | 2014       | 2e         | FC Groningen        | 5 augustus 2011   |
| 25            | Vlag van Nederland | Ricardo Malaihollo     | 0          | 0          | 0          | 0          | 0          | 0          | 0          | 0          | Amateur    | 1e         | Jeugd               | —                 |
| 17            | Vlag van Nederland | Norichio Nieveld       | 4          | 0          | 0          | 0          | 0          | 0          | 4          | 0          | 2013       | 1e         | Excelsior           | 1 september 2012  |
| 2             | Vlag van Nederland | Bram van Polen         | 33         | 0          | 5          | 0          | 0          | 0          | 38         | 0          | 2015       | 6e         | Vitesse             | 12 oktober 2007   |
| 4             | Vlag van Nederland | Maikel van der Werff   | 5          | 0          | 0          | 0          | 0          | 0          | 5          | 0          | 2015       | 1e         | FC Volendam         | 10 maart 2013     |
| 16            | Vlag van Nederland | Simon IJzerman         | 0          | 0          | 0          | 0          | 0          | 0          | 0          | 0          | Amateur    | 2e         | Jeugd               | —                 |
| Middenvelders |                    |                        |            |            |            |            |            |            |            |            |            |            |                     |                   |
| 8             | Vlag van Nederland | Rochdi Achenteh        | 33         | 1          | 5          | 1          | 0          | 0          | 38         | 2          | 2014       | 2e         | FC Eindhoven        | 5 augustus 2011   |
| 11            | Vlag van Nederland | Jesper Drost           | 26         | 1          | 3          | 1          | 0          | 0          | 29         | 2          | 2015       | 3e         | Jeugd               | 21 januari 2011   |
| 22            | Vlag van Nederland | Sherwin Grot           | 0          | 0          | 0          | 0          | 0          | 0          | 0          | 0          | 2013       | 1e         | FC Presikhaaf (ama) | —                 |
| 43            | Vlag van Polen     | Mateusz Klich          | 13         | 2          | 1          | 0          | 0          | 0          | 14         | 2          | Huur       | 1e         | VfL Wolfsburg       | 10 februari 2013  |
| 6             | Vlag van Nederland | Frank Olijve           | 1          | 0          | 1          | 0          | 0          | 0          | 2          | 0          | 2013       | 3e         | FC Groningen        | 13 augustus 2010  |
| 40            | Vlag van IJsland   | Rúnar Már Sigurjónsson | 0          | 0          | 0          | 0          | 0          | 0          | 0          | 0          | 2013       | 1e         | Valur Reykjavík     | —                 |
| 10            | Vlag van Nederland | Arne Slot              | 12         | 0          | 3          | 1          | 0          | 0          | 15         | 1          | 2013       | 11e        | Sparta Rotterdam    | 14 oktober 1995   |
| 24            | Vlag van Nederland | Ricardo Talu           | 1          | 0          | 0          | 0          | 0          | 0          | 1          | 0          | Amateur    | 1e         | Jeugd               | 15 december 2012  |
| Aanvallers    |                    |                        |            |            |            |            |            |            |            |            |            |            |                     |                   |
| 44            | Vlag van Zweden    | Denni Avdić            | 23         | 8          | 4          | 0          | 0          | 0          | 27         | 8          | Huur       | 1e         | Werder Bremen       | 1 september 2012  |
| 9             | Vlag van Nederland | Fred Benson            | 32         | 8          | 5          | 4          | 0          | 0          | 37         | 12         | 2014       | 1e         | Lechia Gdańsk       | 11 augustus 2012  |
| 32            | Vlag van Nederland | Christiaan Cicek       | 0          | 0          | 0          | 0          | 0          | 0          | 0          | 0          | 2013       | 2e         | Excelsior '31 (ama) | 12 september 2011 |
| 18            | Vlag van Nederland | Mimoun Eloisghiri      | 1          | 0          | 0          | 0          | 0          | 0          | 1          | 0          | 2014       | 1e         | FC Presikhaaf (ama) | 4 november 2012   |
| 26            | Vlag van Nederland | Ibrahim Ikililou       | 0          | 0          | 0          | 0          | 0          | 0          | 0          | 0          | Amateur    | 1e         | Jeugd               | —                 |
| 36            | Vlag van Nederland | Youness Mokhtar        | 32         | 6          | 5          | 3          | 0          | 0          | 37         | 9          | 2015       | 1e         | FC Eindhoven        | 25 augustus 2012  |
| 7             | Vlag van Nederland | Furdjel Narsingh       | 11         | 0          | 3          | 0          | 0          | 0          | 14         | 0          | 2014       | 2e         | Telstar             | 5 augustus 2011   |
| 23            | Vlag van Nederland | Wiljan Pluim           | 34         | 1          | 5          | 0          | 0          | 0          | 39         | 1          | Huur       | 1e         | Roda JC Kerkrade    | 11 augustus 2012  |
| 15            | Vlag van Nederland | Ronnie Reniers         | 12         | 2          | 2          | 1          | 0          | 0          | 14         | 3          | 2015       | 1e         | FC Den Bosch        | 11 augustus 2012  |
| 20            | Vlag van Nederland | Mustafa Saymak         | 17         | 1          | 4          | 0          | 0          | 0          | 21         | 1          | 2014       | 2e         | Jeugd               | 5 augustus 2011   |
| 19            | Vlag van Nederland | Arsenio Valpoort       | 9          | 2          | 0          | 0          | 0          | 0          | 9          | 2          | Huur       | 1e         | sc Heerenveen       | 17 februari 2013  |
| 13            | Vlag van Nederland | Djeremy Zandvliet      | 0          | 0          | 0          | 0          | 0          | 0          | 0          | 0          | Amateur    | 1e         | Jeugd               | —                 |
| Nr.           | Nat.               | Naam                   | W          |            | W          |            | W          |            | W          |            | Contract   | Seizoen    | Vorige club         | Debuut            |
| Nr.           | Nat.               | Naam                   | Competitie | Competitie | Beker      | Beker      | Play-offs  | Play-offs  | Totaal     | Totaal     | Contract   | Seizoen    | Vorige club         | Debuut            |

### Technische staf
| Naam               | Functie                     |
| ------------------ | --------------------------- |
| Art Langeler       | Hoofdtrainer                |
| René Hake          | Assistent-Trainer           |
| Jaap Stam          | Assistent-Trainer/Teamcoach |
| Sierd van der Berg | Keeperstrainer              |
| Erwin Vloedgraven  | Verzorger                   |
| Jenny Venema       | Verzorger                   |
| Jos Lemmens        | Clubarts                    |
| Mineke Vegter      | Clubarts                    |
| Arjan Louwen       | Fysiotherapeut              |
| Johan Flier        | Manueel therapeut           |

## Statistieken PEC Zwolle 2012/2013

### Eindstand PEC Zwolle in de Nederlandse Eredivisie 2012 / 2013
| Stand | Gespeeld | Gewonnen | Gelijk | Verloren | Punten | Doelpunten voor | Doelpunten tegen | Gele kaarten | Rode kaarten |
| ----- | -------- | -------- | ------ | -------- | ------ | --------------- | ---------------- | ------------ | ------------ |
| 11e   | 34       | 10       | 9      | 15       | 39     | 42              | 55               | 50           | 4            |

### Topscorers
| #              | Naam                       | Goal |
| -------------- | -------------------------- | ---- |
| 1.             | Denni Avdić                | 8    |
| 1.             | Fred Benson                | 8    |
| 3.             | Youness Mokhtar            | 6    |
| 4.             | Joey van den Berg          | 3    |
| 5.             | Joost Broerse              | 2    |
| 5.             | Bart van Hintum            | 2    |
| 5.             | Mateusz Klich              | 2    |
| 5.             | Darryl Lachman             | 2    |
| 5.             | Ronnie Reniers             | 2    |
| 5.             | Arsenio Valpoort           | 2    |
| 11.            | Rochdi Achenteh            | 1    |
| 11.            | Jesper Drost               | 1    |
| 11.            | Wiljan Pluim               | 1    |
| 11.            | Mustafa Saymak             | 1    |
| Eigen doelpunt |                            |      |
| –              | Graziano Pellè (Feyenoord) | 1    |
| Totaal         | Totaal                     | 42   |

| #      | Naam            | Goal |
| ------ | --------------- | ---- |
| 1.     | Fred Benson     | 4    |
| 2.     | Youness Mokhtar | 3    |
| 3.     | Rochdi Achenteh | 1    |
| 3.     | Jesper Drost    | 1    |
| 3.     | Ronnie Reniers  | 1    |
| 3.     | Arne Slot       | 1    |
| Totaal | Totaal          | 11   |

| #                | Naam                 | Goal |
| ---------------- | -------------------- | ---- |
| 1.               | Fred Benson          | 8    |
| 1.               | Mustafa Saymak       | 6    |
| 2.               | Mimoun Eloisghiri    | 5    |
| 3.               | Christiaan Cicek     | 4    |
| 3.               | Jesper Drost         | 4    |
| 5.               | Wiljan Pluim         | 3    |
| 5.               | Giovanni Gravenbeek  | 3    |
| 7.               | Diederik Boer        | 2    |
| 7.               | Frank Wiafe Danquah  | 2    |
| 7.               | Bart van Hintum      | 2    |
| 7.               | Mike Koenders        | 2    |
| 7.               | Bram van Polen       | 2    |
| 12.              | Akeem Agbetu         | 1    |
| 12.              | Denni Avdić          | 1    |
| 12.              | Joey van den Berg    | 1    |
| 12.              | Sherwin Grot         | 1    |
| 12.              | Ibrahim Ikililou     | 1    |
| 12.              | Mateusz Klich        | 1    |
| 12.              | Darryl Lachman       | 1    |
| 12.              | Youness Mokhtar      | 1    |
| 12.              | Furdjel Narsingh     | 1    |
| 12.              | Arne Slot            | 1    |
| Eigen doelpunten |                      |      |
| –                | Jordy Hendriks (SVI) | 1    |
| Totaal           | Totaal               | 54   |

### Kaarten
| #      | Naam                |    |
| ------ | ------------------- | -- |
| 1.     | Darryl Lachman      | 7  |
| 2.     | Bram van Polen      | 6  |
| 3.     | Joost Broerse       | 5  |
| 4.     | Gerard Aafjes       | 4  |
| 4.     | Youness Mokhtar     | 4  |
| 4.     | Wiljan Pluim        | 4  |
| 7.     | Rochdi Achenteh     | 3  |
| 7.     | Fred Benson         | 3  |
| 7.     | Joey van den Berg   | 3  |
| 7.     | Diederik Boer       | 3  |
| 7.     | Bart van Hintum     | 3  |
| 12.    | Mustafa Saymak      | 2  |
| 13.    | Jesper Drost        | 1  |
| 13.    | Giovanni Gravenbeek | 1  |
| 13.    | Arsenio Valpoort    | 1  |
| Totaal | Totaal              | 50 |

| #      | Naam              |   |
| ------ | ----------------- | - |
| 1.     | Joey van den Berg | 1 |
| Totaal | Totaal            | 1 |

| #      | Naam              |   |
| ------ | ----------------- | - |
| 1.     | Joey van den Berg | 1 |
| 1.     | Joost Broerse     | 1 |
| 1.     | Leon ter Wielen   | 1 |
| Totaal | Totaal            | 3 |

### Punten per speelronde
| Speelronde | 1 | 2 | 3 | 4 | 5 | 6 | 7 | 8 | 9 | 10 | 11 | 12 | 13 | 14 | 15 | 16 | 17 | 18 | 19 | 20 | 21 | 22 | 23 | 24 | 25 | 26 | 27 | 28 | 29 | 30 | 31 | 32 | 33 | 34 |
| ---------- | - | - | - | - | - | - | - | - | - | -- | -- | -- | -- | -- | -- | -- | -- | -- | -- | -- | -- | -- | -- | -- | -- | -- | -- | -- | -- | -- | -- | -- | -- | -- |
| Punten     | 1 | 0 | 1 | 0 | 0 | 0 | 3 | 0 | 3 | 0  | 0  | 0  | 3  | 1  | 1  | 1  | 0  | 1  | 3  | 1  | 0  | 1  | 3  | 0  | 3  | 0  | 3  | 0  | 1  | 3  | 3  | 0  | 0  | 3  |

### Punten na speelronde
| Speelronde | 1 | 2 | 3 | 4 | 5 | 6 | 7 | 8 | 9 | 10 | 11 | 12 | 13 | 14 | 15 | 16 | 17 | 18 | 19 | 20 | 21 | 22 | 23 | 24 | 25 | 26 | 27 | 28 | 29 | 30 | 31 | 32 | 33 | 34 |
| ---------- | - | - | - | - | - | - | - | - | - | -- | -- | -- | -- | -- | -- | -- | -- | -- | -- | -- | -- | -- | -- | -- | -- | -- | -- | -- | -- | -- | -- | -- | -- | -- |
| Punten     | 1 | 1 | 2 | 2 | 2 | 2 | 5 | 5 | 8 | 8  | 8  | 8  | 11 | 12 | 13 | 14 | 14 | 15 | 18 | 19 | 19 | 20 | 23 | 23 | 26 | 26 | 29 | 29 | 30 | 33 | 36 | 36 | 36 | 39 |

### Stand na speelronde
| Speelronde | 1   | 2   | 3   | 4   | 5   | 6   | 7   | 8   | 9   | 10  | 11  | 12  | 13  | 14  | 15  | 16  | 17  | 18  | 19  | 20  | 21  | 22  | 23  | 24  | 25  | 26  | 27  | 28  | 29  | 30  | 31  | 32  | 33  | 34  |
| ---------- | --- | --- | --- | --- | --- | --- | --- | --- | --- | --- | --- | --- | --- | --- | --- | --- | --- | --- | --- | --- | --- | --- | --- | --- | --- | --- | --- | --- | --- | --- | --- | --- | --- | --- |
| Stand      | 11e | 13e | 11e | 15e | 17e | 18e | 14e | 16e | 15e | 15e | 16e | 17e | 14e | 14e | 14e | 14e | 15e | 14e | 13e | 14e | 16e | 16e | 15e | 15e | 14e | 15e | 13e | 15e | 15e | 14e | 11e | 13e | 14e | 11e |

### Doelpunten per speelronde
| Speelronde | 1 | 2 | 3 | 4 | 5 | 6 | 7 | 8 | 9 | 10 | 11 | 12 | 13 | 14 | 15 | 16 | 17 | 18 | 19 | 20 | 21 | 22 | 23 | 24 | 25 | 26 | 27 | 28 | 29 | 30 | 31 | 32 | 33 | 34 | Totaal |
| ---------- | - | - | - | - | - | - | - | - | - | -- | -- | -- | -- | -- | -- | -- | -- | -- | -- | -- | -- | -- | -- | -- | -- | -- | -- | -- | -- | -- | -- | -- | -- | -- | ------ |
| Doelpunten | 1 | 0 | 1 | 0 | 0 | 1 | 1 | 0 | 2 | 1  | 1  | 2  | 2  | 2  | 0  | 1  | 1  | 1  | 3  | 1  | 0  | 1  | 3  | 0  | 2  | 0  | 3  | 1  | 1  | 2  | 3  | 1  | 0  | 4  | 42     |

### Toeschouwersaantal per speelronde
| Speelronde | 1      | 2      | 3      | 4      | 5      | 6      | 7      | 8      | 9      | 10     | 11     | 12     | 13     | 14     | 15     | 16     | 17     | Totaal  | Gemiddeld |
| ---------- | ------ | ------ | ------ | ------ | ------ | ------ | ------ | ------ | ------ | ------ | ------ | ------ | ------ | ------ | ------ | ------ | ------ | ------- | --------- |
| Thuis      | -      | 9.820  | -      | 9.678  | -      | 9.835  | -      | 11.200 | -      | 11.324 | -      | 11.324 | 10.350 | -      | 10.979 | -      | 11.061 | 95.571  | 10.619    |
| Uit        | 11.855 | -      | 15.147 | -      | 45.000 | -      | 11.300 | -      | 7.028  | -      | 25.100 | -      | -      | 29.500 | -      | 9.134  | -      | 154.064 | 19.258    |
| Speelronde | 18     | 19     | 20     | 21     | 22     | 23     | 24     | 25     | 26     | 27     | 28     | 29     | 30     | 31     | 32     | 33     | 34     | Totaal  | Gemiddeld |
| Thuis      | -      | -      | 10.937 | -      | 11.041 | 11.324 | -      | 10.220 | -      | 10.500 | -      | 11.324 | -      | -      | 11.324 | -      | 11.066 | 87.736  | 10.967    |
| Uit        | 8.442  | 33.000 | -      | 17.500 | -      | -      | 20.817 | -      | 51.650 | -      | 18.516 | -      | 7.100  | 11.600 | -      | 16.567 | -      | 185.192 | 20.577    |
|            |        |        |        |        |        |        |        |        |        |        |        |        |        |        |        |        |        | 522.545 | 15.369    |

## Mutaties

### Zomer

#### Aangetrokken
| Nr. | Nat. | Naam                | Van                 | Type         | Contract        | Transfersom         | Bijzonderheid                                             |
| --- | ---- | ------------------- | ------------------- | ------------ | --------------- | ------------------- | --------------------------------------------------------- |
| -   | SE   | Denni Avdić         | Werder Bremen       | -            | Op huurbasis    | n.v.t.              | -                                                         |
| -   | NL   | Fred Benson         | Lechia Gdańsk       | Transfervrij | 30-06-2014      | n.v.t.              | Contract bij Lechia Gdańsk ontbonden in februari          |
| -   | NL   | Joost Broerse       | Excelsior           | Transfervrij | 30-06-2014      | n.v.t.              | -                                                         |
| -   | NL   | Mimoun Eloisghiri   | FC Presikhaaf (ama) | Transfervrij | Op amateurbasis | n.v.t.              | Heeft op 24 april 2013 een eenjarig contract ondertekend. |
| -   | NL   | Haico Epe           | Jeugd               | -            | Op amateurbasis | n.v.t.              | -                                                         |
| -   | NL   | Giovanni Gravenbeek | Willem II           | Transfervrij | 30-06-2014      | n.v.t.              | -                                                         |
| -   | NL   | Sherwin Grot        | FC Presikhaaf (ama) | Transfervrij | 30-06-2013      | n.v.t.              | -                                                         |
| -   | NL   | Ibrahim Ikililou    | Jeugd               | -            | Op amateurbasis | n.v.t.              | -                                                         |
| -   | DE   | Mike Koenders       | FC Emmen            | Transfervrij | 30-06-2014      | n.v.t.              | -                                                         |
| -   | NL   | Ricardo Malaihollo  | Jeugd               | -            | Op amateurbasis | n.v.t.              | -                                                         |
| -   | NL   | Youness Mokhtar     | FC Eindhoven        | Transfer     | 30-06-2015      | ± €100.000-€150.000 | PSV heeft doorverkoop percentage bedwongen                |
| -   | NL   | Norichio Nieveld    | Excelsior           | Transfervrij | 30-06-2013      | n.v.t.              | Met optie voor nog een jaar                               |
| -   | NL   | Wiljan Pluim        | Roda JC Kerkrade    | -            | Op huurbasis    | n.v.t.              | -                                                         |
| -   | NL   | Ronnie Reniers      | FC Den Bosch        | Transfervrij | 30-06-2015      | n.v.t.              | -                                                         |
| -   | NL   | Ricardo Talu        | Jeugd               | -            | Op amateurbasis | n.v.t.              | -                                                         |
| -   | NL   | Danny Wintjens      | Fortuna Sittard     | Transfervrij | 30-06-2013      | n.v.t.              | -                                                         |
| -   | NL   | Djeremy Zandvliet   | Jeugd               | -            | Op amateurbasis | n.v.t.              | -                                                         |

#### Afgetest
| Nat. | Naam                | Van                   | Bijzonderheid                               |
| ---- | ------------------- | --------------------- | ------------------------------------------- |
| NL   | Frank Wiafe Danquah | Newcastle Benfield FC | Geen                                        |
| MK   | Filip Gacevski      | Kapfenberger SV       | Geen                                        |
| BG   | Mario Kirev         | Juventus FC           | Geen                                        |
| FI   | Jussi Kujala        | Geen club             | Speelde afgelopen seizoen bij De Graafschap |

#### Vertrokken
| Nr. | Nat. | Naam              | Naar                    | Type               | Transfersom | Wed. | Dlpt. |
| --- | ---- | ----------------- | ----------------------- | ------------------ | ----------- | ---- | ----- |
| -   | NL   | Said Bakkati      | FC Emmen                | Transfervrij       | n.v.t.      | 70   | 0     |
| -   | NL   | Alexander Bannink | FC Twente               | Einde huurcontract | n.v.t.      | 18   | 3     |
| -   | NL   | Delano van Crooij | Niet bekend             | Einde contract     | n.v.t.      | 0    | 0     |
| -   | NL   | Ruud ter Heide    | FC Emmen                | Einde huurcontract | n.v.t.      | 12   | 2     |
| -   | NL   | Jeroen Ketting    | K.v.v. Quick Boys (ama) | Contract ontbonden | n.v.t.      | 2    | 1     |
| -   | NL   | Nassir Maachi     | AEK Larnaca             | Einde contract     | n.v.t.      | 42   | 18    |
| -   | NL   | Stanley Mailoa    | Niet bekend             | Einde contract     | n.v.t.      | 0    | 0     |
| -   | NL   | Norair Mamedov    | FC Emmen                | Op huurbasis       | n.v.t.      | 24   | 5     |
| -   | NL   | Gieljan Tissingh  | AGOVV Apeldoorn         | Transfervrij       | n.v.t.      | 11   | 0     |

#### Statistieken transfers zomer
| Gekochte spelers | Verkochte spelers | Gehuurde spelers | Verhuurde spelers | Spelers terug van verhuurperiode | Spelers einde van huurperiode | Transfervrij aangetrokken spelers | Transfervrij vertrokken spelers | Doorgestroomde jeugdspelers |
| ---------------- | ----------------- | ---------------- | ----------------- | -------------------------------- | ----------------------------- | --------------------------------- | ------------------------------- | --------------------------- |
| 1                | 0                 | 2                | 1                 | 0                                | 2                             | 9                                 | w                               | 5                           |

### Winter

#### Aangetrokken
| Nr. | Nat. | Naam                   | Van             | Type     | Contract     | Transfersom | Bijzonderheid         |
| --- | ---- | ---------------------- | --------------- | -------- | ------------ | ----------- | --------------------- |
| -   | PL   | Mateusz Klich          | VfL Wolfsburg   | -        | Op huurbasis | n.v.t.      | -                     |
| -   | IS   | Rúnar Már Sigurjónsson | Valur Reykjavík | -        | Op huurbasis | n.v.t.      | Optie voor nog 2 jaar |
| -   | NL   | Arsenio Valpoort       | sc Heerenveen   | -        | Op huurbasis | n.v.t.      | -                     |
| -   | NL   | Maikel van der Werff   | FC Volendam     | Transfer | 30-06-2015   | Onbekend    |                       |

#### Vertrokken
| Nr. | Nat. | Naam              | Naar          | Type         | Transfersom | Wed. | Dlpt. |
| --- | ---- | ----------------- | ------------- | ------------ | ----------- | ---- | ----- |
| 4   | NL   | Joey van den Berg | sc Heerenveen | Transfer     | Onbekend    | 73   | 15    |
| 19  | NL   | Giovanni Hiwat    | SC Cambuur    | Op huurbasis | n.v.t.      | 11   | 1     |

#### Statistieken transfers winter
| Gekochte spelers | Verkochte spelers | Gehuurde spelers | Verhuurde spelers | Spelers terug van verhuurperiode | Spelers einde van huurperiode | Transfervrij aangetrokken spelers | Transfervrij vertrokken spelers | Doorgestroomde jeugdspelers |
| ---------------- | ----------------- | ---------------- | ----------------- | -------------------------------- | ----------------------------- | --------------------------------- | ------------------------------- | --------------------------- |
| 1                | 1                 | 3                | 1                 | 0                                | 0                             | 0                                 | 0                               | 0                           |

## Voetnoten
1. ↑  FC Zwolle definitief als PEC Zwolle terug in Eredivisie, Voetbal International, 15 april 2012
2. ↑  Avdic moet PEC Zwolle aan doelpunten helpen, Voetbal International, 29 augustus 2012
3. ↑  FC Zwolle haalt oude bekende terug naar de Eredivisie, Voetbalzone, 1 juni 2012
4. ↑  Kortom - Fred Benson laat contract ontbinden, Voetbal International, 22 februari 2012
5. ↑  PEC Zwolle trekt met Broerse defensieve versterking aan, Voetbal International, 8 juni 2012
6. 1 2  FC Zwolle versterkt zich met tweetal van FC Presikhaaf, peczwolle.nl, 6 juni 2012
7. ↑  'Speler met potentie' komt ook komend seizoen voor PEC Zwolle uit, Voetbalzone, 24 april 2013
8. ↑  FC Zwolle heeft tweede aanwinst te pakken, Voetbalzone, 21 mei 2012
9. ↑  Kortom - PEC Zwolle versterkt zich met Mike Koenders, Voetbal International, 3 juli 2012
10. ↑  PEC Zwolle legt PSV aanvaller Mokhtar vast Voetbal International, 20 augustus 2012
11. ↑  Nieveld tekent bij PEC Zwolle, Voetbal International, 27 juli 2012
12. ↑  Pluim vijfde versterking PEC Zwolle, Voetbal International, 29 juni 2012
13. ↑  Ronnie Reniers heeft met FC Zwolle een akkoord bereikt, Voetbalzone, 18 januari 2012
14. ↑  PEC Zwolle vindt in Wintjens gewenste doelverdediger Voetbal International, 16 augustus 2012
15. ↑  Ex-talent Ajax en Newcastle kan niet bij PEC Zwolle blijven, Voetbalzone, 6 juli 2012
16. ↑  Geen contract voor doelman Gacevski, peczwolle.nl, 16 augustus 2012
17. ↑  Kortom - PEC Zwolle biedt Mario Kirev geen contract aan, Voetbal International, 9 augustus 2012
18. ↑  Geen contract voor Jussi Kujala, peczwolle.nl, 17 augustus 2012
19. ↑  Kortom - Said Bakkati verbindt zich voor twee jaar aan FC Emmen, Voetbal International, 31 mei 2012
20. ↑  Kortom - Ter Heide speelt ook volgend seizoen bij FC Emmen, Voetbal International, 8 mei 2012
21. ↑  Kortom - Jeroen Ketting kan op zoek naar een nieuwe club, Voetbal International, 11 september 2012
22. ↑  FC Zwolle zonder topscorer richting Eredivisie, Voetbalzone, 8 mei 2012
23. ↑  Larnaca hengelt met Maachi vijfde Nederlander binnen, Voetbal International, 28 juni 2012
24. ↑  Vijftal nieuwelingen FC Emmen, Voetbalzone, 6 juni 2012
25. ↑  Kortom - Gieljan Tissingh vertrekt bij PEC Zwolle, Voetbal International, 15 juni 2012
26. ↑  PEC Zwolle verwelkomt aanwinst uit Polen, Voetbal International, 31 januari 2013
27. ↑  PEC Zwolle verwelkomt aanwinst uit IJsland, Voetbal International, 31 januari 2013
28. ↑  PEC voegt Valpoort toe aan selectie, Voetbal International, 30 januari 2013
29. ↑  PEC voegt Van der Werff toe aan selectie, Voetbal International, 30 januari 2013
30. ↑  Van den Berg stapt per direct over naar SC Heerenveen, Voetbal International, 29 januari 2013
31. ↑  Kortom - Giovanni Hiwat speelt de rest van het seizoen op huurbasis voor SC Cambuur, Voetbal International, 28 januari 2013

ADO Den Haag ·
Ajax ·
AZ ·
Feyenoord ·
FC Groningen ·
sc Heerenveen ·
Heracles Almelo ·
NAC Breda ·
N.E.C. ·
PEC Zwolle · 
PSV ·
RKC Waalwijk ·
Roda JC Kerkrade ·
FC Twente ·
FC Utrecht ·
Vitesse ·
VVV-Venlo ·
Willem II